# La Torre (álbum)
La Torre es el álbum debut de la banda argentina homónima, editado en 1982 por RCA Victor.

## Detalles
El disco fue grabado entre mayo y junio de 1982 en los Estudios RCA, en Buenos Aires. 
Fue producido artísticamente por la propia banda, que fue votada como "Grupo Revelación 1982" por la revista Pelo.
El álbum incluye una mezcla de rock duro y blues mechados con ritmos latinos y un par de baladas.
"Colapso Nervioso" fue el tema más difundido del disco, siendo el primer "hit" del grupo.
Este álbum fue remasterizado y editado en CD en 2004 por BMG-Ariola Argentina.

## Lista de temas
Lado 1
1. Buenos Cimientos
2. Tiempo de Tregua
3. Ser o Morir
4. Triste Susana
5. Salsamil

Lado 2
1. Colapso Nervioso
2. Era una Estrella de Cine
3. Vuelvo a Anclar en Mi Lugar
4. La Lucha por el Poder
5. Para Animarse a Salir de Vacaciones

Todos los temas por P. Sosa y O. Mediavilla, excepto «Tiempo De Tregua» por P. Sosa, O. Mediavilla y L.A. Múscolo; «Colapso Nervioso» por P. Sosa, O. Mediavilla y C. Garcia López.

## Personal
- Patricia Sosa - voz líder
- Negro García López - guitarra, congas, voces
- Oscar Mediavilla - guitarra, voces
- Gustavo Giles - bajo, voces
- Ricardo Giles - batería
- Luis Alberto Múscolo - teclados

Invitados
- Oscar Kreimer: saxo tenor en Era una Estrella de Cine.
- Marcela Villalba, María Amelia Castro y Patricia Martínez: coros en Vuelvo a Anclar en Mi Lugar.